# Santa Rosalía (Vichada)
Santa Rosalía is een gemeente in het Colombiaanse departement Vichada. De gemeente telt 3188 inwoners (2005).
Cumaribo · La Primavera · Puerto Carreño · Santa Rosalia